# 斯皮利特羅克 (明尼蘇達州)
斯皮利特羅克（英語：Splitrock）是位於美國明尼蘇達州萊克縣比弗貝鎮區的一個鬼鎮。

## 地理
斯皮利特羅克所處的海拔為高於海平面222米（即728英呎），而該地所採用的時區為UTC-6，即北美中部時區（CST）。同時該地設有夏令時間，為UTC-6調快一小時，即UTC-5（CDT）。